# Taglio-Isolaccio
Taglio-Isolaccio (korsisch Tagliu è Isulaccia) ist eine Gemeinde im französischen Département Haute-Corse auf der Insel Korsika. Sie gehört zum Kanton Casinca-Fiumalto im Arrondissement Corte. 

## Geografie
Taglio-Isolaccio grenzt im Osten an das Tyrrhenische Meer. Das Siedlungsgebiet liegt durchschnittlich auf 565 Metern über dem Meeresspiegel. Nachbargemeinden sind Penta-di-Casinca im Norden, Porri, Silvareccio und Casalta im Westen, Pruno und Pero-Casevecchie im Südwesten sowie Talasani im Süden.

## Bevölkerungsentwicklung
| Jahr      | 1962 | 1968 | 1975 | 1982 | 1990 | 1999 | 2006 | 2007 | 2017 |
| --------- | ---- | ---- | ---- | ---- | ---- | ---- | ---- | ---- | ---- |
| Einwohner | 427  | 420  | 383  | 364  | 526  | 535  | 521  | 523  | 572  |